# Aitor Ruibal
Aitor Ruibal García (Sallent, 22 marzo 1996) è un calciatore spagnolo, attaccante del Betis.

## Caratteristiche tecniche
È un'ala destra.

## Carriera
Ha esordito in Liga il 10 dicembre 2017 disputando con il Betis l'incontro perso 1-0 contro l'Atlético Madrid.

## Palmarès

### Competizioni nazionali
- Coppa di Spagna: 1

Betis: 2021-2022